# Henri Salvador
Henri Gabriel Salvador (Caiena, 18 de julho de 1917 – Paris, 13 de fevereiro de 2008) foi um cantor, compositor e guitarrista francês de jazz. Viveu algum tempo no Hotel Copacabana Palace, na praia de Copacabana na cidade do Rio de Janeiro, onde fez muito sucesso no Cassino da Urca. Henri Salvador é considerado por muitos como um precursor da Bossa Nova.

## Discografia
- Henri Salvador chante ses derniers succès, Polydor (1955)
- Henry Cording and His Original Rock and Roll Boys, Philips (1956)
- Sous les tropiques, Philips (1957)
- Dans mon île, Barclay (1958)
- Chanté par Henri Salvador, Barclay (1959)
- Salvador s'amuse, Barclay (1960)
- Succès, Philips (1962)
- Henri Salvador, Philips (1963)
- Zorro est arrivé, Rigolo (1964)
- Le travail c'est la santé, Rigolo (1965)
- Henri Salvador, Rigolo (1967)
- Salvador, Rigolo (1968)
- Henri Salvador, Rigolo (1969)
- Chante Boris Vian, Barclay (1970)
- Le Petit Poucet, Rigolo (1972)
- Salvador 77, Rigolo (1977)
- Henri Salvador, Rigolo (1978)
- Salvador/Boris Vian, Rigolo (1979)
- Salvador en fête, Rigolo (1980)
- Henri, Pathé Marconi (1985)
- Des goûts et des couleurs, Pathé Marconi (1989)
- Monsieur Henri, Sony Music (1994)
- Chambre avec vue, Virgin (2000)
- Performance !, EMI (Live album, 2002)
- Ma chère et tendre, EMI (2003)
- Révérence, V2 (2006)
- Tant de temps, Polydor (Posthumous album, 2012)

## Músicas famosas
- "Clopin clopant" (1950)
- "Maladie d'amour" (1950)
- "L'abeille et le papillon" (1954)
- "Je vous'aime" (1955)
- "Blouse du dentiste" (1956)
- "Bonjour sourire" (1956)
- "Le loup, la biche et le chevalier (une chanson douce)" (1957)
- "Adieu Foulard, adieu Madras" (1957)
- "Rock 'n Roll Mops" (1957)
- "Rock Hoquet" (1957)
- "Dans mon île" (1958)
- "Une bonne paire de claques" (1958)
- "Faut rigoler" (1960)
- "Le lion est mort ce soir" (1962) ("The lion sleeps tonight")
- "Syracuse" (1962)
- "Minnie petite souris" (1963) ("Pepino the Italian Mouse")
- "Monsieur Boum Boum" (1963)
- "Ma pipe" (1964)
- "Zorro est arrivé" (1964) ("Along came Jones")
- "Le travail c'est la santé" (1965)
- "Juanita banana" (1966)
- "Mais non, mais non" (1969) ("Mah Nà Mah Nà")
- "Fugue en rire" (1970)
- "C'est pas la joie" (1973)
- "J'aime tes g'nous" (1974) ("Shame, Shame, Shame")
- "Ouais" (1978)
- "Blues dingue" (1989)
- "J'ai vu" (2000)

Último single / álbum de sucesso Chambre avec vue (2001)